# 조자이번
조자이 번(일본어: 請西藩 조자이한[*])은 일본 에도 시대 후기부터 폐번치현까지 지금의 지바현 기사라즈시에 존재했던 번이다.

## 개요
가즈사노쿠니 모다 군(望陀郡) 조자이 촌(請西村)에 조자이 진야(請西陣屋)를 두었기 때문에 조자이 번으로 불린다. 당초에는 인근의 모다 군 가이부치무라(貝淵村)에 가이후치 진야(貝淵陣屋)를 두었기 때문에 가이부치 번(貝淵藩)으로 불렸다. 고쿠다카는 1만 석으로, 한때 최대 고쿠다카가 1만 8천 석까지 이르렀다.
또, 메이지 유신 후에 설치된 번으로 인근의 모다 군 사쿠라이 촌(桜井村)에 있었던 사쿠라이 번(桜井藩)도 실질적으로는 가이부치 번과 동일한 번으로 간주되는 경우가 많기 때문에 이 번에 대해서도 아울러 해설한다. 이때 사쿠라이 진야는 구 가이부치 진야를 전용한 것이었다.
가이부치・사쿠라이・조자이 촌은 인접 관계에 있었고, 가이부치(사쿠라이) 진야는 가이부치・사쿠라이의 2개 촌의 경계선에 걸쳐 있는 가이부치 촌 인근에 있었기 때문에 번사의 저택은 이들 3개 촌 내에 분포해 있었다.

## 역대 번주

### 가이부치・조자이 번
하야시 가문
1. 하야시 다다후사(林忠英) 재위 1825년 ~ 1841년
2. 하야시 다다아키라(林忠旭) 재위 1841년 ~ 1854년 (1850년 이후부터 조자이 번주)
3. 하야시 다다카타(林忠交) 재위 1854년 ~ 1867년
4. 하야시 다다타카(林忠崇) 재위 1867년 ~ 1868년

### 사쿠라이 번
다키와키 마쓰다이라 가문
1. 마쓰다이라 노부토시(松平信敏) 재위 1868년 ~ 1871년